# Butyraldehyde
Butyraldehyde, còn được gọi là butanal, là một hợp chất hữu cơ có công thức là CH3(CH2)2CHO. Hợp chất này là dẫn xuất aldehyde của butan. Nó là một chất lỏng không màu, dễ cháy, có mùi khó chịu. Nó có thể trộn lẫn với hầu hết các dung môi hữu cơ.

## Sản xuất

Một trong những ứng dụng chính của butyraldehyde là dùng để sản xuất bis(2-ethylhexyl) phthalat

Butyraldehyde được sản xuất bằng cách hydroformyl hóa propylen:
CH3CH=CH2 + H2 + CO → CH3CH2CH2CHO
Quá trình hydroformyl hóa propylen được xúc tác bởi dicobalt octacarbonyl, rhodi và triphenylphosphin tạo thành butyraldehyde. Khoảng 6 triệu tấn butyraldehyde được sản xuất hàng năm bằng phương pháp hydroformyl hóa. Một ứng dụng quan trọng là chuyển đổi nó thành 2-ethylhexanol để sản xuất chất dẻo. Butyraldehyde cũng có thể được sản xuất bằng cách khử n-butanol. Nó từng được được sản xuất bằng cách hydro hóa crotonaldehyde hoặc acetaldehyde.
Khi tiếp xúc lâu với không khí, butyraldehyde bị oxy hóa thành acid butyric.